# جوش رامزي (لاعب كرة قدم)
جوش رامزي (بالإنجليزية: Josh Ramsey)‏ هو لاعب كرة قدم أمريكي، ولد في 22 أغسطس 2002 في بلينو في الولايات المتحدة.